# Bay Ridge–Calle 95 (línea de la Cuarta Avenida)
Bay Ridge–Calle 95 (originalmente llamada como Calle 95–Fort Hamilton) es la estación terminal meridional en la línea de la Cuarta Avenida del metro de la ciudad de Nueva York. A pesar del nombre, la estación estaba localizada en Brooklyn en el barrio Fort Hamilton, en la intersección de la Calle 95 y la Cuarta Avenida.
Esta fue la última estación en construir de la línea de la Cuarta Avenida.

## Conexiones de autobuses
- B8 hacia Dyker Heights, Bensonhurst, Borough Park, Flatlands y Canarsie vía la 18° Avenida & la Avenida D
- B63 hacia Sunset Park, Park Slope, Downtown Brooklyn y Cobble Hill vía la Quinta Avenida.

## Puntos cerca de interés
- Poly Prep Country Day School (campus Dyker Heights)